# Savannah College of Art and Design
El Savannah College of Art and Design (SCAD) és una escola d'art privada situada a Savannah, Geòrgia; Atlanta, Geòrgia i La Còsta, França. Va ser fundada l'any 1978 amb l'objectiu d'oferir graus universitaris que no s'oferien aleshores al sud-est dels Estats Units. La universitat registra més de 14.000 estudiants d'arreu dels Estats Units i del món, amb un percentatge d'estudiants internacionals del 17%.